# Enrique Martínez Heredia
Enrique Martínez Heredia (Huesa, Jaén, 27 de enero de 1953). Es un exciclista español, profesional entre 1976 y 1983.
Paso a profesionales tras sus victorias en la Vuelta a Navarra en 1973 y en el Tour del Porvenir en 1974. Sus mayores éxitos deportivos los obtuvo en la Vuelta a España, prueba en la que logró 2 victorias de etapa en sus distintas participaciones. 
En el Tour de Francia destacó al convertirse, en 1976, en el primer español en conseguir el maillot blanco  que distinguía al "mejor joven" de la prueba francesa.
Igualmente logró proclamarse campeón de España de ciclismo en ruta al imponerse en la edición de 1978. 
Actualmente reside en Alcalá de Henares, donde tiene una tienda dedicada al ciclismo.

## Palmarés
| 1973 - 1 etapa del Trofeo Peugeot del Porvenir - Vuelta a Navarra 1975 - Campeonato de España de Montaña 1976 - Volta a Cataluña - Clasificación de los jóvenes del Tour de Francia - Clásica de Sabiñánigo 1977 - 1 etapa en la Volta a Cataluña 1978 - Campeonato de España en Ruta - Vuelta a Asturias, más 1 etapa - 1 etapa de la Vuelta al País Vasco - Clásica de Sabiñánigo 1979 - 1 etapa de la Vuelta al País Vasco - 1 etapa de la Vuelta a Asturias - 1 etapa de la Vuelta a La Rioja | 1980 - 1 etapa de la Vuelta a España - G.P. Pascuas - 1 etapa en la Costa del Azahar 1981 - 2.º en el Campeonato de España en Ruta - Clásica de Sabiñánigo - 1 etapa en la Vuelta a Aragón - 1 etapa en la Vuelta a Castilla - 1 etapa en la Costa del Azahar 1982 - 1 etapa en la Vuelta a España - 1 etapa en la Vuelta a las Tres Provincias |

## Resultados en Grandes Vueltas y Campeonato del Mundo
| Carrera         | 1976 | 1977 | 1978 | 1979 | 1980 | 1981 | 1982 | 1983 |
| --------------- | ---- | ---- | ---- | ---- | ---- | ---- | ---- | ---- |
| Giro de Italia  | -    | Ab.  | -    | -    | -    | -    | Ab.  |      |
| Tour de Francia | 23.º | 18.º | Ab.  | -    | -    | -    | -    | -    |
| Vuelta a España | 12.º | -    | 8.º  | 35º  | 31.º | 17.º | 11.º | 42.º |
| Mundial en ruta | 34.º | 25.º | -    | Ab.  | -    | Ab.  | -    | -    |